# Valvomo
I Valvomo sono un gruppo third wave of ska finlandese, formatosi ad Helsinki nel 2005, influenzati pesantemente dagli Offspring.

## Formazione
- Teiska - chitarra
- Setä - voce
- Ville - batteria
- Markiisi - basso

## Discografia
- Heitä ensimmäinen kivi - 2006
- Toivo - 2008